# Réglementation de la Formule 1 2006
Les principales modifications de la réglementation de la Formule 1 en 2006 portent sur :
- Le déroulement des essais qualificatifs ;
- La motorisation des monoplaces.

## Nouveautés du règlement sportif
- Essais qualificatifs selon le système « Super-pole ». Les monoplaces prennent la piste à leur convenance et ont un quart d'heure pour établir un temps. À l'issue de cette session, les six monoplaces les plus lentes quittent la séance et occuperont les six dernières places sur la grille de départ. Une deuxième session, sur le même principe, est organisée avec les monoplaces restantes pour déterminer l'ordre de départ de la 11e à la 16e place. Puis une troisième session de 20 minutes permet de départager les dix monoplaces restantes.
- Durant les 40 premières minutes des essais qualificatifs, il est possible de changer les pneumatiques et de modifier la quantité d'essence embarquée.
- À l'issue de la séance de qualification, les monoplaces sont placées en parc fermé jusqu'au dimanche pour la mise en grille.
- Chaque pilote peut utiliser sept trains de pneus « sec » par week-end de GP.
- Il est à nouveau possible (contrairement à 2005) de procéder à des changements de pneumatiques en course.

## Nouveautés du règlement technique
- Moteur atmosphérique quatre-temps de huit cylindres maximum et de 2 400 cm3 de cylindrée.
- Dérogation possible pour l'emploi d'un V10 2005 avec disposition de bridage du régime maxi.